# OutRun 2
OutRun 2 é um jogo de corrida lançado pela Sega em 2003. Apesar de ser a primeira sequência oficial para Out Run, é na verdade o quarto título da série, precedido por Turbo OutRun e OutRunners.

## Descrição
OutRun 2 é fiel ao formato estabelecido no jogo original, no qual o jogador pilota um carro Ferrari com uma jovem no banco do passageiro através de cinco em 15 estágios possíveis. Ao final de cada estágio, o jogador pode escolher qual direção seguir, entre duas opções, além disso, pode escolher a trilha sonora.
OutRun 2 segue este conceito básico e o expande. Além da Testarossa do jogo original, sete outras Ferraris são selecionáveis, graças a uma licença oficial da Ferrari. Cada carro possui características diferentes de dirigibilidade, aceleração e velocidade final e podem ser classificados em quatro grupos de acordo com o nível de experiência necessário - um para iniciantes, outro para experientes e dois níveis intermediários, um com melhores dirigibilidade e velocidade e outro com melhor aceleração.
A trilha sonora também foi expandida para além das três faixas do original, que continuam disponíveis, além de remixes são quatro novas faixas, com estilos que vão do rock instrumental a baladas cantadas.
Por fim, o jogo recebeu uma atualização visual com gráficos 3D, graças a plataforma Sega Chihiro baseada no Xbox. Recebeu ainda a possibilidade de disputas multiplayer via rede local.

## Modos de jogo single-player
OutRun 2 possui três modos de jogo: Outrun, Heart Attack, e Time Attack.
Outrun Mode é basicamente o jogo original - uma corrida em 5 entre 15 estágios, selecionados no meio do caminho, contra um tempo limite estendido conforme os estágios são completados.
Heart Attack Mode é semelhante ao primeiro, mas além da corrida contra o tempo, a passageira pedirá certas ações e manobras, a serem cumpridas em trechos demarcados do estágio e incluem ultrapassagens, derrapagens, derrubar cones, evitar colisões, etc. Quando atingidas com sucesso, o jogador recebe "corações" e, no final de cada estágio é julgado e recebe uma nota.
Time Attack Mode é a corrida tradicional contra os tempos de outros oponentes.

## Carros
- Novice - iniciante (Aceleração - 8; Dirigibilidade - 8; Velocidade - 6)
  - Dino 246 GTS
  - 365 GTS/4 Daytona

- Intermediate - intermediário (Aceleração - 6; Dirigibilidade - 8; Velocidade - 8)
  - F50
  - 360 Spider

- Intermediate - intermediário (Aceleração - 10; Dirigibilidade - 6; Velocidade - 6)
  - Testarossa
  - 288 GTO
  - F355 Spider (somente para Xbox)
  - 328 GTS (somente para Xbox)

- Professional - profissional (Aceleração - 6; Dirigibilidade - 5; Velocidade - 11)
  - F40
  - Enzo Ferrari
  - 250 GTO (somente para Xbox)
  - 512 BB (somente para Xbox)

## Rotas
Como no original, os estágios estão distribuídos como em uma pirâmide. A maioria dos estágios possui uma clara inspiração européia.
| Estágios   | Estágios | Estágios          | Estágios           | Estágios        | Objetivo |
| 1          | 2        | 3                 | 4                  | 5               | Objetivo |
| ---------- | -------- | ----------------- | ------------------ | --------------- | -------- |
|            |          |                   |                    | Tulip Garden    | A        |
|            |          |                   | Cloudy Highland    |                 |          |
|            |          | Castle Wall       |                    | Metropolis      | B        |
|            | DeepLake |                   | Industrial Complex |                 |          |
| Palm Beach |          | Coniferous Forest |                    | Ancient Ruins   | C        |
|            | Alpine   |                   | Snowy Mountain     |                 |          |
|            |          | Desert            |                    | Imperial Avenue | D        |
|            |          |                   | Ghost Forest       |                 |          |
|            |          |                   |                    | Cape Way        | E        |

## Músicas
- Splash Wave
- Magical Sound Shower
- Passing Breeze
- Risky Ride
- Shiny World
- Night Flight
- Life Was a Bore

## Conversões e atualizações

### Conversão para Xbox
Em 2004, após uma série de boatos, OutRun 2 foi convertido para Xbox, em uma parceria entre a Sega-AM2 e os britânicos da Sumo Digital, em uma tarefa de condensar um jogo feito para um sistema com 512MB de memória RAM para um console com 64MB. Para surpresa da crítica especializada, o jogo foi lançado com poucas alterações visuais em 1° de outubro de 2004 na Europa seguido dos Estados Unidos no dia 27 do mesmo mês.
A conversão mantém o visual e jogabilidade da versão original, mas o modifica sutilmente visando o uso doméstico. A versão arcade é mantida como um modo de jogo, chamada de "OutRun Arcade" ao qual se juntam dois outros modos: OutRun Challenge, que inclui 101 "missões" distribuidas pelos 15 estágios; e OutRun Xbox Live, para disputas via Xbox Live.
Além disso, parte do conteúdo da versão arcade é disponibilizada somente através do cumprimento das missões no modo Challenge, junto com carros extras, novas músicas e o próprio Out Run original.

### OutRun 2 SP
Em 2004, a Sega lançou uma atualização para a versão arcade, intitulada OutRun 2 SP (ou OutRun 2 Special Tours). A atualização acrescentou 15 novos estágios inspirados principalmente nos EUA, em referência à primeira sequência (não-oficial) de Out Run; Turbo OutRun. Duas outras referências a Turbo OutRun são; a inclusão de "rivais" (além dos motoristas regulares) que oferecem pontos extras quando ultrapassados e um modo de 15 estágios contínuos (este último quando habilitado pelo dono da máquina, normalmente com um custo maior para o jogador).
OutRun 2 SP trouxe também um sistema de pontuação revisado e um elemento de vácuo, assim como um visual melhorado, novas músicas e indicadores visuais mais detalhados, além das correções e ajustes feitos para a versão Xbox incluindo os novos carros (512BB e 250 GTO).
Entre as mudanças menores estão;
- Física modificada; é mais difícil capotar o carro, sendo necessário um ângulo mais agudo.
- Tipos de batidas que forçavam o carro a um 360° foram removidos.
- Batidas durante as derrapagens (drifts) não reduzem significativamente a velocidade.
- Novos efeitos de som durante a ultrapassagem (respeitando o efeito Doppler).
- Animações de colisão melhorados.
- Efeito de chamas no escapamento ao mudar de marcha.
- Faíscas ao raspar o carro com outros veículos ou o cenário.
- Os outros carros desaparecem após serem atingidos em uma colisão mais forte.
- Mais objetos voam durante os trechos de ligação entre um estágio e outro.

As novas pistas, músicas e elementos de jogo aparecem na nova versão doméstica do jogo OutRun 2006: Coast 2 Coast.

#### Novos estágios
| Estágios    | Estágios      | Estágios   | Estágios    | Estágios       | Objetivo |
| 1           | 2             | 3          | 4           | 5              | Objetivo |
| ----------- | ------------- | ---------- | ----------- | -------------- | -------- |
|             |               |            |             | Giant Statues  | A        |
|             |               |            | Lost City   |                |          |
|             |               | Waterfall  |             | Legend         | B        |
|             | Bay Area      |            | Casino Town |                |          |
| Sunny Beach |               | Big Forest |             | Floral Village | C        |
|             | National Park |            | Ice Scape   |                |          |
|             |               | Canyon     |             | Milky Way      | D        |
|             |               |            | Jungle      |                |          |
|             |               |            |             | Skyscrapers    | E        |

### OutRun 2 SP SDX
Uma atualização intitulada OutRun 2 SP SDX foi mostrada em uma exibição particular da Sega em 7 de julho de 2006. SDX utiliza a placa Sega Lindbergh 

## Curiosidades
- O desenvolvimento do jogo forçou algumas mudanças para os seus criadores, a Sega-AM2, que tradicionalmente usavam o sistema Unix para criar seus jogos. Usar uma plataforma baseada no Xbox os obrigou a se adaptarem ao Microsoft Windows.
- As empresas Olympus, AMD, Vodafone e Shell que aparecem nas placas de publicidade durante o jogo eram todas patrocinadoras da Scuderia Ferrari de Fórmula 1 no ano de 2004.